# Плава џамија у Јеревану
Плава џамија (јерм. Կապույտ մզկիթ, Kapuyt mzkit; перс. مسجد کبود, Masjed-e Kabud) представља шиитску џамију из осамнаестог века у Јеревану, главном граду Јерменије. Током совјетског периода џамија је престала са радом и представљала је дом Историјског музеја Јеревана, да би, након што је Јерменија стекла независност, џамија била обновљена уз подршку иранске владе и поново почела добила религијску намену, углавном за иранске грађане који живе у земљи. Данас Плава џамија у Јеревану представља једину оперативну џамију у Јерменији.

## Историја

### Позадина
Јереванска регија била је под контролом разних муслиманских владара још од Тамерланових освајања у 14. веку. Од раног 16. века, званично од 1555. Миром у Амасји, па све до почетка 19. века, Јерменија је била покрајина Ирана (којом су сукцесивно владали Сафавиди, Надир Шах, Карим-кан Занд и иранска династија Каџар), када је пала под суседну Руску империју током Руско—персијског рата од 1826. до 1828. године, што је озваничено Туркманчајским споразумом 1828. године.
У литератури се као године изградње џамије могу пронаћи различити датуми током средине 18. века. Тако је путописац из деветнаестог века Х. Ф. Б. Линч забележио да је Плава џамија грађена током владавине иранског владара Надира Шаха (1736—1747) од стране архитекте Хусеина Алија Кана. Џорџ Бурнутијан наводи Хусеина Алија Кана као задужбинара грађевине, али његову владавину смешта у период 1762—1783. године, док Владимир Арутјунјан тврди да је изградња џамије започета 1760. године и завршена за време владавине Хусеина Алија Кана током 1764—1768. године.
Након што је изграђена, зграда је представљала главну џамију за цео град. Када је Русија окупирала Јереван 1827. године током Руско—персијског рата (1826—1828), Плава џамија је, према катастру који су Руси тада саставили, била највећа од осам функционалних џамија. Комплекс се састојао од џамије са површином од 442 m², библиотеке и медресе са 28 просторија, са великим двориштем и укупном површином од 7.000 квадратних метара. Забележено је да је џамија имала један минарет што је у складу са џамијама из тог периода, а нема доказа да је џамија икада имала још неки минарет.

### Совјетски период
Због секуларистичке политике Совјетске Јерменије, верске службе су у џамији биле забрањене од 1931. године и она је од тада била коришћена као Музеј града Јеревана.

### Независна Јерменија
Током друге половине деведесетих година започета је рестаурација коју је финансирала иранска влада, а џамија је потпуно рестаурирана 1999. године. Бреди Кислинг, службеник Министарства спољних послова Сједињених Држава, окарактерисао је рестаурацију џамије као „структурално неопходном, али естетски нејасном”. Рестаурација је изазвала забринутост код неких званичника Азербејџана пошто је џамија представљена као иранска, а Азербејџан сматра да она припада наслеђу некадашње велике азербејџанске заједнице у Јерменији. Исламска верска служба поново је успостављена у Плавој џамији, тако да је она од тада једина оперативна џамија у Јеревану, а Музеј града Јеревана је сада премештен на другу локацију и смештен у за њега посебно намењеној згради.
Власништво над џамијом предато је Ирану 1995. године од стране јереванских власти. Децембра 2015. године јерменска влада донела је одлуку да власништво над џамијом продужи за 99 година.

## Галерија
- Плава џамија у Јеревану, поглед из дворишта према џамији (фотографија Ф. Сареа, 1897)
- Панос Терлемезијан, 1917
- Улаз и купола
- Улаз у џамију
- Детаљи на улазу
- Помоћни улаз у Плаву џамију, додат оригиналном плану крајем 19. века
- Садашњи поглед из дворишта према џамији
- Минарет Плаве џамије
- Минарет изблиза
- Купола изблиза
- Унутрашњост куполе
- Унутрашњост